# Elisabeth Munksgaard
Karen Elisabeth Munksgaard (1924 – 13. november 1997) var en dansk arkæolog, historiker og kurator på afdelingen for forhistorie på Nationalmuseet i København, fra 1962 til hun blev pensioneret i 1990. Hun var anerkendt som en af de fremmeste eksperter i Danmark inden for kunst i den sene jernalder (germansk jernalder) og vikingetid. Munksgaard huskes især for sit omfattende arbejde med oldtidens tekstiler, og bogen Oldtidsdragter fra 1974 var i årtier den mest læste om dette emne. I dag uddeler Nationalmuseet et årligt legat i hendes navn til arkæologistuderende. 

## Karriere
Munksgaard blev mag.art. i forhistorisk arkæologi i 1953 fra Københavns Universitet.  Hun fik tildelt Københavns Universitets guldmedalje for sin magisterafhandling. Fra 1953-1954 var Munksgaard på et forskningsophold på University of Cambridge. I 1954 blev hun ansat som forskningsassistent på Nationalmuseets afdeling for forhistorie. I 1962 blev Munksgaard forfremmet til museumsinspektør og kurator samme sted. Hun var ansvarlig for Nationalmuseets bibliotek og arkiver. Munksgaard blev pensioneret i 1990. 

### Ekspert i yngre jernalder og vikingetidens stilarter og kunst
Munksgaard forskede ivrigt i stilarter og kunst fra yngre jernalder og vikingetid. Hun blev i mange år betegnet som den dygtigste, danske ekspert i dette emne.[kilde mangler] Hendes magisterafhandling forskede i samme emne, og resultaterne blev publiceret i to artikler i Acta Archaeologica i 1953 og 1955. Hun undersøgte sidenhen skattefund og brakteater fra yngre jernalder.

### Oldtidsdragter
Munksgaards arbejde omhandlede flere forskellige aspekter af Danmarks forhistorie, men hun er mest kendt for sin omfattende forskning i oldtidens tekstiler. I 1967 blev den anerkendte tekstilforsker Margrethe Hald pensioneret fra Nationalmuseet, og dette søsatte Munksgaards gennemgående interesse for oldtidens tekstiler. 
Munksgaards bog Oldtidsdragter fra 1974 kom til at blive et autoritativt værk i de følgende årtier inden for den arkæologiske forskning i skandinavisk beklædning fra oldtiden. Munksgaard arbejdede med tekstilproduktion i stenalder, bronzealder og jernalder, hvilket også indebar studier af moselig med velbevarede dragter som Huldremosekvinden og kvinden fra Borremose i Himmerland samt dragtfundene i jernalderens våbenofferfund.  Med bogen Oldtidsdragter fulgte en stor udstilling på Nationalmuseet om oldtidens danske tekstilfund, der nu blev sat ind i et europæisk perspektiv. 
Over tid udviklede hendes ideer sig til en særlig type kjortel i 1000-tallet for Knud den Store, og en rekonstruktion af denne blev afsløret umiddelbart inden hendes pensionering i 1990. Kjortlen betegnes som "finalen" på hendes karriere. I 1984 identificerede Munksgaard desuden Tjele hjelmfragmentet som værende en del af den eneste kendte vikingehjelm fra Danmark, i stedet for det saddelspænde, som man havde troet i 130 år.
Elisabeth Munksgaard var en af grundlæggerne af tekstilforskningsgruppen NESAT, og hun deltog i flere af seminarerne, var med til at arrangere NESAT-seminaret i 1990 og redigerede publikationen af NESAT-mødet i 1992. 
Nationalmuseet uddeler årligt stipendier fra Elisabeth Munksgaard Fonden til studerende og kandidater fra historie, klassisk arkæologi og forhistorisk arkæologi.

## Bøger
- Lise Bender Jørgensen & Elisabeth Munksgaard (1992). Archaeological textiles in Northern Europe : report from the 4th NESAT Symposium, 1.-5. May 1990 in Copenhagen. København: Konservatorskolen, Det Kongelige Danske Kunstakademi.
- Jørgen Jensen, Elisabeth Munksgaard & Thorkild Ramskou (1989). Prehistoric Denmark. København: Nationalmuseet. ISBN 8748001686
- Lise Bender Jørgensen, Bente Magnus & Elisabeth Munksgaard (1988). Archaeological textiles : report from the 2nd NESAT symposium, 1-4. V. 1984. København: Arkæologisk Institut.
- Elisabeth Munksgaard (1974). Oldtidsdragter. Nationalmuseet. ISBN 87-480-0962-8
- Elisabeth Munksgaard (1970). Denmark. An archaeological guide. London: Faber and Faber.
- Elisabeth Munksgaard (1970). Skattefund fra jernalderen.
- Elisabeth Munksgaard & J. Troels-Smith (1968). Den Hellige Mose. København: Nationalmuseet.
- Elisabeth Munksgaard (1967). Guldfundet fra Kitnæs. Et skattefund fra germansk jernalder. København.
- J. Troels-Smith, Elisabeth Munksgaard & Johannes Brøndsted (1961). Jernalderen. Odense.

## Artikler
- Elisabeth Munksgaard (1989). ”Vort ældste kongeportræt? Knud den Store i Liber vitae”. Aarbøger for nordisk oldkyndighed og historie, S. 171-177.
- Elisabeth Munksgaard (1989). ”Sorteper på afveje”. Nationalmuseets Arbejdsmark, S. 42-47.
- Elisabeth Munksgaard (1988). ”Kongens klæ’r”. Skalk, 3, S. 12-15.

| .. flere artikler |
| --- |
| - Elisabeth Munksgaard (1987). ”Spätantikes Silber” (Taf. XVI). Frühmittelalterliche Studien, 12. S. 82 DOI: ''https://doi.org/10.1515/9783110242195.fm - Elisabeth Munksgaard (1984). ”Bog Bodies: a brief Survey of Interpretations”. Journal of Danish Archaeology, 3, S. 120–123. DOI: https://doi.org/10.1080/0108464X.1984.10589917 - Elisabeth Munksgaard (1983). ”Hovedbeklædning”. Skalk, S. 29-30. - Elisabeth Munksgaard (1983). ”Dyremotiverne på sølvblikfiblen fra Sejlflod grav DI”. Aarbøger for nordisk oldkyndighed og historie, S. 107-109. - Lise Bender Jørgensen, Elisabeth Munksgaard & Karen-Hanne Stærmose Nielsen (1982)- ”Melhøj-fundet : en hidtil upåagtet parallel til Skrydstrup-fundet”. Aarbøger for nordisk oldkyndighed og historie, S. 19-57. - Elisabeth Munksgaard (1979). ”Det såkaldte kohorn fra Øksenbjerg, omspundet med hør”. Aarbøger for nordisk oldkyndighed og historie, S. 5-10. - Elisabeth Munksgaard (1978). ”Justerede ringe af ædelmetal fra germansk jernalder og vikingetid”. Aarbøger for nordisk oldkyndighed og historie, S. 150-154. - Elisabeth Munksgaard (1976). ”Dronning Gunhilds hår”. Skalk, 4, S. 9-1. - Elisabeth Munksgaard (1976). ”Frisurer fra ældre jernalder : mosefund og gravfund”. Aarbøger for nordisk oldkyndighed og historie, S. 5-21. - Elisabeth Munksgaard (1974). ”A Viking Age Smith, his Tools and his Stock-in-trade”. Offa, 41, S. 85-89. ISSN 0078-3714. |